# ナショバズキー
ナショバズキー (Nashoba's Key) は、アメリカ合衆国のサラブレッド競走馬。4歳という非常に遅いデビューから、半年足らずでGI優勝馬となった。

## デビュー前
馬主ウォーレン・ウィリアムソンによる自家生産馬。幼駒のころに管骨を傷め、その治癒に長期を要したために4歳時（2007年）の1月という非常に遅いデビューとなった。

## 4歳時代

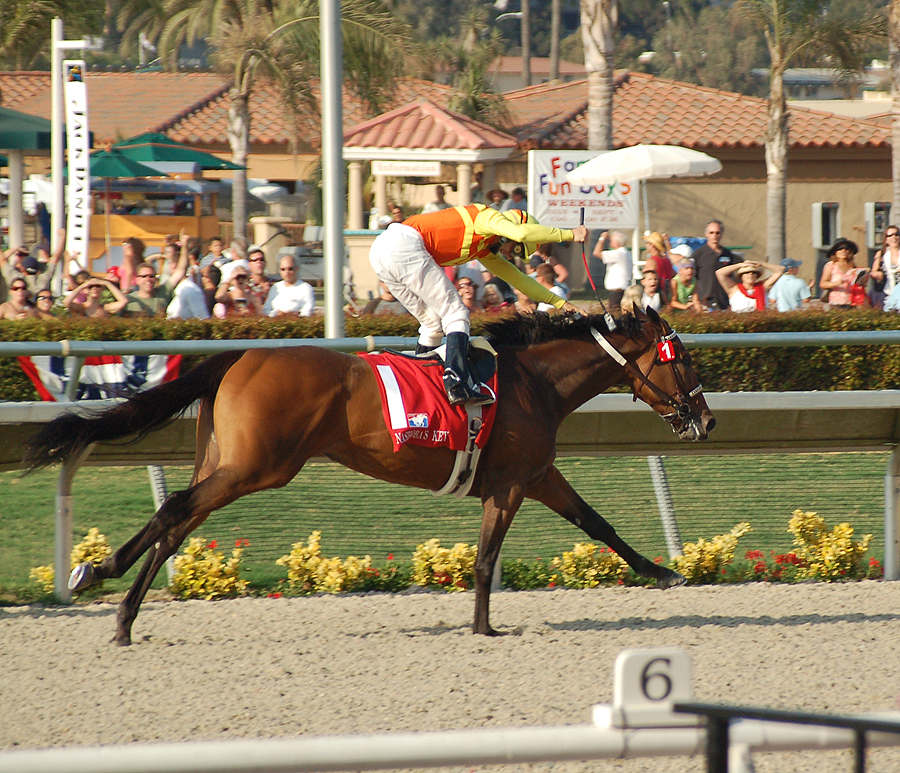
クレメントLハーシュH

初戦はカリフォルニア州産馬限定の未勝利戦で、ギャレット・ゴメスの騎乗により勝利を挙げると、ここから3連勝。4戦目にオールウェザーのGIIミレイディブリーダーズカップハンデキャップに挑んだ。新たに17歳のジョー・タラモを鞍上に、僅差ながら勝利して重賞を初制覇。続くGIのヴァニティーインビテーショナルハンデキャップでは、内埒沿いの最短距離を通って抜け出すと、そのまま後続を抑えて優勝。デビューわずか半年足らず、無敗の5連勝でGIを制した。
その後、GIIクレメント・L・ハーシュハンデキャップ、GIイエローリボンステークスと連勝し、7連勝で欧米芝路線の有力牝馬が集まるブリーダーズカップ・フィリー&メアターフに臨んだ。無敗のブリーダーズカップ制覇への期待から、オッズはイギリスのパッセージオブタイムに次ぐ2番人気に支持された。ところが、レースでは終始不良馬場のもっとも荒れた部分を進み、直線でいったんは脚を伸ばしたがその後すぐに失速して4着と敗れ、レースは11頭立て8番人気のラフドゥードが優勝するという波乱となった。この敗戦により連勝は7で止まり、この年のエクリプス賞受賞も逃したが、代わりにカリフォルニア州サラブレッド生産者協会より同州の年度代表馬に選出されている。

## 5歳時代
年が明けて2008年。初戦の一般競走は2着。続いて、オールウェザーで行われるGI競走、サンタマルガリータインビテーショナルハンデキャップに出走。前々走、前走でやや精彩を欠いていたが、それを感じさせずに後続に4馬身半差をつける圧勝でGI3勝目を挙げた。これが最後の競走となった。
5月28日、ハリウッドパーク競馬場内で馬房の壁を蹴った際に左後脚を骨折し、安楽死処分となった。

## 競走成績
| 出走日     | 競馬場             | 競走名                           | 格 | 距離   | 着順 | 騎手     | 着差      | 1着（2着）馬        |
| ---------- | ------------------ | -------------------------------- | -- | ------ | ---- | -------- | --------- | ------------------- |
| 2007.01.13 | サンタアニタパーク | 未勝利                           |    | 芝8f   | 1着  | G.ゴメス | 3/4馬身   | (Kissthestargoodby) |
| 2007.02.07 | サンタアニタパーク | 一般競走                         |    | 芝9f   | 1着  | G.ゴメス | 6馬身     | (Film Editor)       |
| 2007.04.29 | ハリウッドパーク   | フランズヴァレンタインS          |    | 芝8.5f | 1着  | G.ゴメス | 3/4馬身   | (Dancing General)   |
| 2007.06.02 | ハリウッドパーク   | ミレイディBCH                    | G2 | AW8.5f | 1着  | J.タラモ | 3/4馬身   | (Hystericalady)     |
| 2007.07.07 | ハリウッドパーク   | ヴァニティー招待H                | G1 | AW9f   | 1着  | J.タラモ | 3/4馬身   | (Balance)           |
| 2007.08.05 | デルマー           | クレメントLハーシュH             | G2 | AW8.5f | 1着  | J.タラモ | 1 1/2馬身 | (Bai and Bai)       |
| 2007.09.29 | サンタアニタパーク | イエローリボンS                  | G1 | 芝10f  | 1着  | J.タラモ | 3/4馬身   | (Citronnade)        |
| 2007.10.27 | モンマスパーク     | BCフィリー&メアターフ            | G1 | 芝11f  | 4着  | J.タラモ | 2馬身     | Lahudood            |
| 2008.01.26 | サンタアニタパーク | サンシャインミリオンズF&FターフS |    | 芝9f   | 2着  | J.タラモ | 1 1/2馬身 | Quite a Bride       |
| 2008.03.09 | サンタアニタパーク | サンタマルガリータ招待H          | G1 | AW9f   | 1着  | G.ゴメス | 4 1/2馬身 | (Dawn After Dawn)   |

## 血統表
| ナショバズキーの血統（ヘイルトゥリーズン系 / Hail to Reason3×5=15.62%） | ナショバズキーの血統（ヘイルトゥリーズン系 / Hail to Reason3×5=15.62%） | ナショバズキーの血統（ヘイルトゥリーズン系 / Hail to Reason3×5=15.62%） | （血統表の出典）         | （血統表の出典） |
| 父 Silver Hawk 1979 鹿毛 アメリカ                                       | 父の父Roberto 1969 鹿毛 アメリカ                                        | Hail to Reason                                                          | Turn-to                  | Turn-to          |
| 父 Silver Hawk 1979 鹿毛 アメリカ                                       | 父の父Roberto 1969 鹿毛 アメリカ                                        | Hail to Reason                                                          | Nothirdchance            |                  |
| 父 Silver Hawk 1979 鹿毛 アメリカ                                       | 父の父Roberto 1969 鹿毛 アメリカ                                        | Bramalea                                                                | Nashua                   | Nashua           |
| 父 Silver Hawk 1979 鹿毛 アメリカ                                       | 父の父Roberto 1969 鹿毛 アメリカ                                        | Bramalea                                                                | Rarelea                  |                  |
| 父 Silver Hawk 1979 鹿毛 アメリカ                                       | 父の母Gris Vitesse 1966 芦毛 アメリカ                                   | Amerigo                                                                 | Nearco                   | Nearco           |
| 父 Silver Hawk 1979 鹿毛 アメリカ                                       | 父の母Gris Vitesse 1966 芦毛 アメリカ                                   | Amerigo                                                                 | Sanlinea                 |                  |
| 父 Silver Hawk 1979 鹿毛 アメリカ                                       | 父の母Gris Vitesse 1966 芦毛 アメリカ                                   | Matchiche                                                               | Mat de Cocagne           | Mat de Cocagne   |
| 父 Silver Hawk 1979 鹿毛 アメリカ                                       | 父の母Gris Vitesse 1966 芦毛 アメリカ                                   | Matchiche                                                               | Chimere Fabuleux         |                  |
| 母 Nashoba 1996 芦毛 アイルランド                                       | 母の父Caerleon 1980 鹿毛 アメリカ                                       | Nijinsky II                                                             | Northern Dancer          | Northern Dancer  |
| 母 Nashoba 1996 芦毛 アイルランド                                       | 母の父Caerleon 1980 鹿毛 アメリカ                                       | Nijinsky II                                                             | Flaming Page             |                  |
| 母 Nashoba 1996 芦毛 アイルランド                                       | 母の父Caerleon 1980 鹿毛 アメリカ                                       | Foreseer                                                                | Round Table              | Round Table      |
| 母 Nashoba 1996 芦毛 アイルランド                                       | 母の父Caerleon 1980 鹿毛 アメリカ                                       | Foreseer                                                                | Regal Gleam              |                  |
| 母 Nashoba 1996 芦毛 アイルランド                                       | 母の母Grise Mine 1981 芦毛 フランス                                     | Crystal Palace                                                          | Caro                     | Caro             |
| 母 Nashoba 1996 芦毛 アイルランド                                       | 母の母Grise Mine 1981 芦毛 フランス                                     | Crystal Palace                                                          | Hermieres                |                  |
| 母 Nashoba 1996 芦毛 アイルランド                                       | 母の母Grise Mine 1981 芦毛 フランス                                     | Katie May                                                               | Busted                   | Busted           |
| 母 Nashoba 1996 芦毛 アイルランド                                       | 母の母Grise Mine 1981 芦毛 フランス                                     | Katie May                                                               | Cawston's Pride F-No.4-n |                  |

祖母グリースマインはフランスのG1サンタラリ賞など重賞2勝。その半妹コストローマは、ナショバズキーも勝利したイエローリボンステークスを含むG1競走3勝を挙げている。